# 女叙位
女叙位（おんなじょい、にょじょい）は、日本の朝廷で行われた、女性に五位以上の位階を授けた儀式である。平安時代初期、男女同日に行われた叙位から、女性への叙位が分離したことで始まった。女叙位は分離後、正月八日が式日となったが、その後は隔年の実施となり、式日も不定となった。15世紀の中頃に一度途絶えたが、近世に入った後、桜町天皇によって再興された。

## 沿革
奈良時代には、男女の叙位は大極殿で同日に行われた。しかし、宝亀年間（770年 - 781年）以降、男女別の叙位が多くなり、9世紀初期から、女性への叙位は正月八日に行われ始め、ほどなく八日が式日となった。そのため女叙位の成立は、男女の叙位が別日になったとされる桓武天皇期、特に延暦年間（782年 - 806年）だとされる。ただし、平安時代中期以降は、式日も定まらなくなった。その他、大嘗会女叙位や即位女叙位などの臨時の女叙位も行われた。
女叙位のついでに、男性の叙位や小除目が行われることも多々あった。

## 特徴
女叙位は中務省や外記が管轄し儀式を進めていた。叙位の対象は、天皇の親族や後宮、上級貴族の妻から、女蔵人や女吏、采女などといった下級女官などである。
儀式の場所については、当初紫宸殿で行われていたが、10世紀半ばまでに清涼殿南廊小板敷に移った。そのため女性への叙位は、大極殿から紫宸殿に移った男性よりも天皇に近い場所で行われた。
弘仁 (810 – 824年) から天長 (824年 – 834年) 年間で、女官への叙位の傾向は変化し、一位ずつの昇位は減少、叙位者は無位からの叙爵がほとんどとなるなど、女性への叙位が天皇から特別に与えられる賜物としての性格を持つようになる。
また、叙位が正月七日に行われた節会と男性官人の叙位から分離したことで、女官は「官人」としての枠組みから外れていったとされる。そのため、平安時代の中頃になると、上級貴族の妻といった女官ではない女性に対しての叙位が目立つようになった。さらに位記が授けられた際には、男性の場合、位記が人々の前で読み上げられたのに対し、女性に対しては読み上げが無かった。これは、位階が男性では官人社会へ承認されるために、位記が人々の前で唱えられることが重要であり、女性の場合は位階が天皇から与えられる賜物としての側面が強く、周囲から認知される必要性が低かったためだとされる。
その他に女叙位独特の慣習として、小輪転・大輪転・切杭（きりくい）・空勘文（うつらかんもん）などがある。例えば切杭申文は、叙位される女性の労に、母の年労を加えるもので、これによってまだ幼い女性が四十年など多年の労によって位階を受けることができた。空勘文は、叙位の際に提出される勘文と呼ばれる文書に、叙位候補となる人物の名前を記さず、先例ばかりを載せたものである。

### 中世

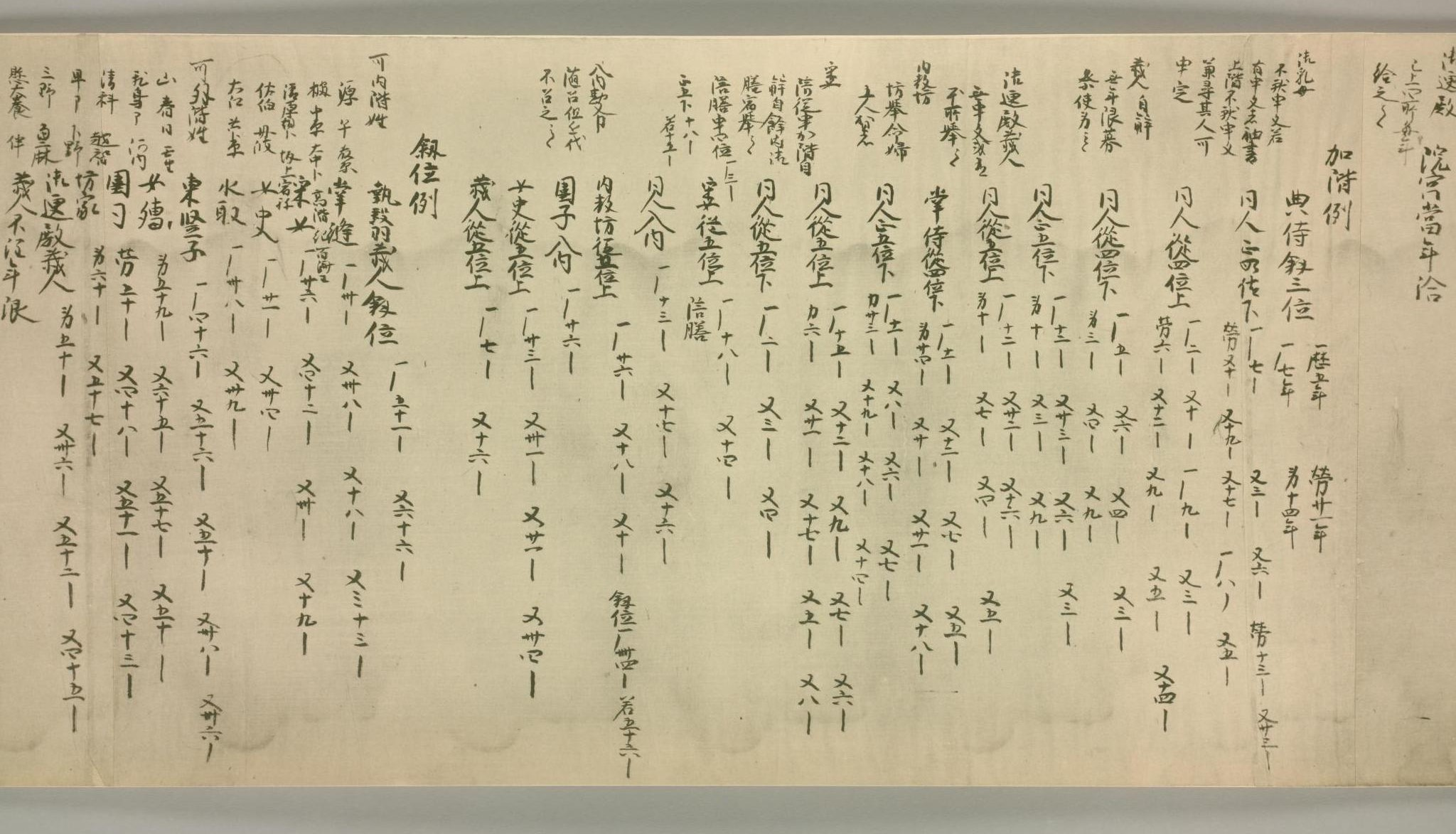
「女叙位之事秘説」の一部分（国立国会図書館デジタルコレクション『管見記』より抜粋・編集）

11世紀に入ると、女叙位の管轄は10世紀末段階までの中務省と外記ではなく、蔵人が主導的な役割を担うようになった。蔵人は、女房・女官が上申する申文の用意や調査、摂政の意向確認、御給を請ける院宮申文の依頼の取りまとめなどをした。これは蔵人が、女房や女官と同じく勤務先が内廷であり、さらに蔵人所の管轄権が拡大し、職務上女官らの勤務実態を容易に把握できたためだとされる。
叙位の理由は、女官であるため、院や女院による御給、儀式で重要な役目をしたためといったものが挙げられている。また、摂関家の妻も、女叙位によって叙位されることが多く、その際は摂関の妻ということが叙位の理由となった。
その後、文正元年（1466年）を最後に途絶した。

### 近世
寛保3年（1743年）、桜町天皇が女官の制度改革を行い、その一環として女叙位を再興した。近世では、朝廷を構成する女性で位階を持つ人物は、天皇の外戚などに限られていたが、この再興によって、その他の女官も位階により地位が明確化されるようになった。

### 辞典
- 黒板伸夫 著「女叙位」、国史大辞典編集委員会 編『国史大辞典第2巻（う～お）』吉川弘文館、1980年。